# Gare de Prunay
La gare de Prunay est une gare ferroviaire française de la ligne de Châlons-en-Champagne à Reims-Cérès, située sur le territoire de la commune de Prunay, dans le département de la Marne en région Grand Est.  
C'est une halte ferroviaire de la Société nationale des chemins de fer français (SNCF) du réseau TER Grand Est, desservie par des trains circulant entre les gares de Reims et Châlons-en-Champagne.

## Situation ferroviaire
Établie à 91 m d'altitude, la gare de Prunay est située au point kilométrique (PK) 209,209 de la ligne de Châlons-en-Champagne à Reims-Cérès, entre les gares de Sillery et de Val-de-Vesle.

## Fréquentation
Selon les estimations de la SNCF, la fréquentation annuelle de la gare figure dans le tableau ci-dessous.
| Année     | 2015   | 2016   | 2017  | 2018  | 2019  | 2020  | 2021  | 2022  | 2023  | 2024   |
| --------- | ------ | ------ | ----- | ----- | ----- | ----- | ----- | ----- | ----- | ------ |
| Voyageurs | 15 516 | 10 407 | 5 449 | 2 214 | 1 897 | 2 421 | 3 964 | 7 299 | 8 111 | 11 867 |

## Service des voyageurs

### Accueil
Halte SNCF, c'est un point d'arrêt non géré (PANG) à entrée libre.

### Desserte
Prunay est desservie par les trains du réseau TER Grand Est (ligne de Reims à Châlons-en-Champagne).